# Tatort: Rattennest
Rattennest ist ein Fernsehfilm aus der Fernseh-Kriminalreihe Tatort der ARD und des ORF. Der Film wurde vom SFB unter der Regie von Günter Gräwert produziert und am 8. Oktober 1972 zum ersten Mal gesendet. Es ist die 22. Folge der Tatort-Reihe, der zweite Fall für Kommissar Kasulke (Paul Esser) und seinen Assistenten Roland (Gerhard Dressel).

## Handlung
Bernd Laschke wird aus dem Gefängnis entlassen und versteckt sich vor den Mitgliedern der Bande, der er früher angehörte. Deshalb will er mit seiner Familie in die DDR übersiedeln, jedoch wird er aufgrund seiner kriminellen Vergangenheit wieder nach West-Berlin zurückgeschickt, einige Zeit später kehrt auch seine Familie aus der DDR zurück. Laschke wird vom Bandenboss Jerry, den Bandenmitgliedern „Frankenstein“ und Stocker gesucht, da sie befürchten, er könnte sie alle verraten. Jerry hatte sich nämlich nicht an die Abmachung gehalten und Laschke weder im Gefängnis Vergünstigungen verschafft noch hat er ihm seinen regulären Anteil zukommen lassen. Laschkes Frau und sein Sohn suchen ihn ebenfalls und da sie über das Meldeamt nicht weiterkommen, wenden sie sich an die Polizei, wo Kommissar Kasulke auf den Fall aufmerksam wird. Schließlich konnten die anderen Bandenmitglieder nie gestellt werden und treiben noch immer ihr Unwesen mit Schutzgeld-Erpressung und Überfällen auf Betrunkene.
Laschke wird von der Bande im Hinterzimmer der Bar des „Dicken“ gestellt, hat sich aber in der Zwischenzeit eine Pistole besorgt, und „dreht den Spieß“ um. Er fährt mit Jerry als Geisel davon und macht ihm klar, dass er einiges bei ihm gut hätte. Er lässt Jerry übel zugerichtet auf einer Müllkippe zurück, raubt anschließend Jerrys Tresor aus, und wird vom Rest der Bande schließlich als neuer Boss akzeptiert. Allerdings kommt auch Kasulke der Bande auf die Spur und verhaftet „Frankenstein“, Stocker und Rudi.
Jerry kidnappt inzwischen Laschkes Sohn und verlangt das geraubte Geld aus dem Tresor als Lösegeld. Bei der Übergabe erschießt Laschke Jerry, wird aber dann selbst im Auftrag von Felix, dem Boss einer mächtigeren Bande, erschossen. Jerrys Freundin hatte ihn um Hilfe gebeten, in der Hoffnung, dass die alte „Ordnung“ wieder hergestellt werden würde. Ehe die Polizei am Tatort eintrifft, kann der von Felix beauftragte Killer unerkannt entkommen.

## Trivia
In dieser Tatortfolge sind Szenen mit dem Anfang der Titelmusik von Isaac Hayes aus dem Film Shaft unterlegt.
Der aus Polen stammende Schauspieler Jan Groth wurde von Wolfried Lier synchronisiert.
„Rattennest“ war auch der deutschsprachige Titel des US-amerikanischen Film noir-Krimis "Kiss me deadly" von 1955.

## Kritiken
Die Kritiker der Fernsehzeitschrift TV Spielfilm waren später der Meinung, der „‚Tatort‘-Oldtimer aus dem geteilten Berlin“ „schielt nach US-Vorbildern, ohne ihnen das Wasser reichen zu können. Als Zeitreise in die 70er ist er aber prima – und George ist ’ne Schau“.
Im Rahmen des Jubiläums 40 Jahre „Tatort“ meinte die Morgenpost: „In frühe ‚Tatort‘-Folgen zu schauen, ist wie ein Gang durchs Landesmuseum.“ Zum eigentlichen Inhalt des Films schrieb Peter Zander: „Der dramaturgische Höhepunkt des Films sollte an besonders exponierter Stelle stattfinden. Dreckig sollte es sein, buchstäblich zum Himmel stinken. ‚Rattennest‘ hieß 1972 der zweite ‚Tatort‘-Krimi, der in Berlin gedreht wurde. Die ganze oder doch die halbe Stadt, also West-Berlin, sollte als einziger Hort von Schurken und Kriminellen, von Menschenratten gezeigt werden. Und die mussten sich letztlich da bekämpfen, wo auch die echten Ratten zu finden sind. Also fahren zwei Ganoven – ein größerer Kontrast ist kaum möglich – in einem flotten Sportwagen zu einem Müllberg, um sich dort zu schlagen und im Dreck zu wälzen.“ Und er fand: „Je älter aber die Folgen sind, desto spannender ist das Wiedersehen mit ihnen.“